# Angaria regleyana
Angaria regleyana is een uitgestorven slakkensoort uit de familie van de Angariidae. De wetenschappelijke naam van de soort werd voor het eerst geldig gepubliceerd in 1824 door Deshayes als Delphinula regleyana.